# Liste des gratte-ciel de l'agglomération d'Auckland
Depuis la construction de la BNZ Tower en 1986, 14 gratte-ciel (immeuble d'au moins  100 mètres de hauteur) ont été construits à Auckland en Nouvelle-Zélande
Fin 2013 la liste des immeubles d'au minimum 100 mètres de hauteur est la suivante d'après Emporis;

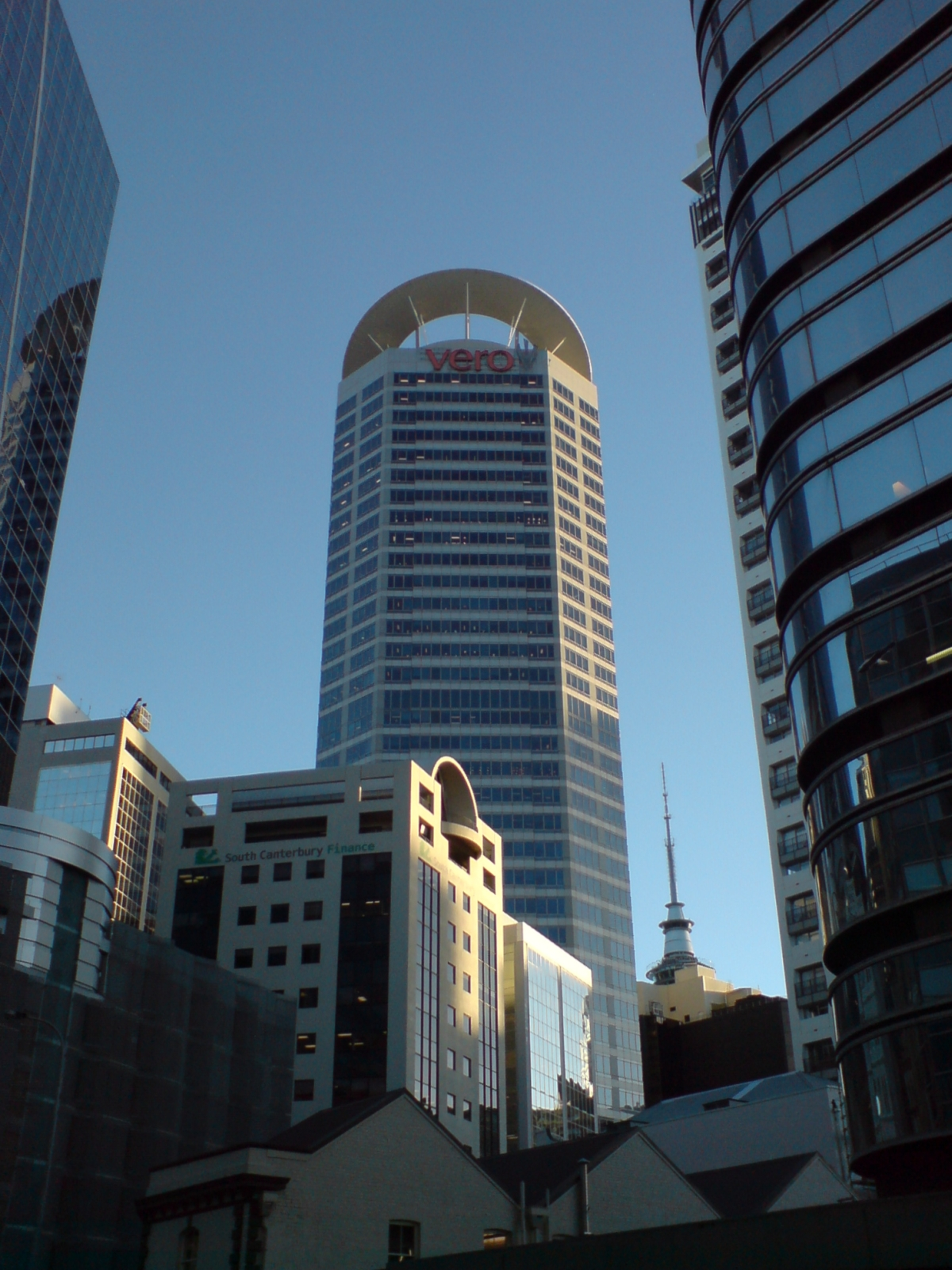
Vero Centre

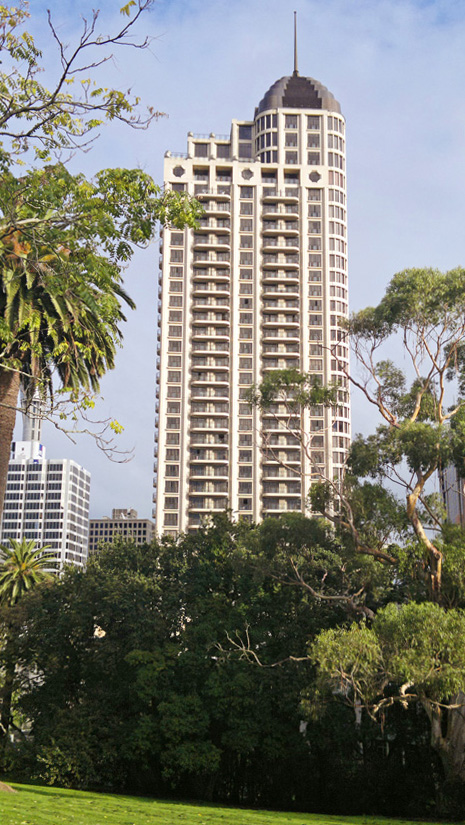
Metropolis Apartments

| Rang | Nom                       | Municipalité | Hauteur | Étages | Année |
| ---- | ------------------------- | ------------ | ------- | ------ | ----- |
| 1    | Vero Centre               | Auckland     | 170 m   | 38     | 2000  |
| 2    | Metropolis Apartments     | Auckland     | 155 m   | 39     | 1999  |
| 3    | ANZ Centre                | Auckland     | 143 m   | 35     | 1991  |
| 4    | Oaks Residence            | Auckland     | 130 m   | 37     | 2006  |
| 5    | HSBC Tower (Auckland)     | Auckland     | 130 m   | 29     | 2002  |
| 6    | Lumley Centre             | Auckland     | 125 m   | 29     | 2005  |
| 7    | Sentinel (gratte-ciel)    | Takapuna     | 120 m   | 30     | 2008  |
| 8    | Quay West                 | Auckland     | 117 m   | 32     | 1997  |
| 9    | ASB Bank Centre           | Auckland     | 116 m   | 31     | 1996  |
| 10   | Precinct Apartments       | Auckland     | 115 m   | 33     | 2006  |
| 11   | Crowne Plaza Hotel        | Auckland     | 110 m   | 29     | 1990  |
| 12   | BNZ Tower                 | Auckland     | 106 m   | 28     | 1986  |
| 13   | IAG House                 | Auckland     | 104 m   | 29     | 1988  |
| 14   | BNZ Tower-Deloitte Centre | Auckland     | 100 m   | 23     | 2009  |